# Усадьба Роткирхов-Лелонгов
Усадьба Роткирхов-Лелонгов или мыза Михайловская — старинная усадьба, принадлежавшая в разное время русским дворянским родам — Роткирхам и Лелонгам. Расположена в Кингисеппском районе Ленинградской области, в деревне Новопятницкое.
По мнению ряда пушкинистов, усадьба Роткирхов-Лелонгов — третья по значимости после псковского Михайловского и нижегородского Болдино, связанная с именем поэта. Памятник архитектуры регионального значения.

## История
В 1797 году имение было подарено Павлом I Адаму Карловичу Роткирху (1746—1797), мужу младшей дочери Абрама Петровича Ганнибала — Софье Абрамовне (1759—1802). Она приходилась А. С. Пушкину двоюродной бабушкой. В имении она прожила остаток своей жизни и была похоронена у стен приходского храма. На погосте Михайловской церкви погребены и другие родственники Пушкина. Позднейшие исследования выявили 35 имен. По оценкам пушкинистов, это единственное место в России, где на одном кладбище погребено такое значительное число родных поэта.
Считается, что сам Пушкин бывал в усадьбе между 14 и 21 июля 1827 года. В Новопятницком более века хранилась «Немецкая биография А. П. Ганнибала». После того, как биография была скопирована, Пушкин уехал в Михайловское, где начал роман «Арап Петра Великого».
Мызу унаследовали дети Софьи Абрамовны, в частности, сын Иван Адамович (1783—1832), занимавший место смотрителя Ямбургского провинциального училища. Затем главное поместье Роткирхов унаследовал сын Ивана — Владимир Иванович (1809—1869), закончивший пансион при Царскосельском лицее. Ещё при жизни он завещал имение боковой родственной линии — старшему сыну двоюродной сестры Константину Людвиговичу Лелонгу (1827—1886), служившему в Ямбурге мировым судьёй, а тот своим детям — Владимиру (1857—1904), Сергею (1877—1947). Последним владельцем был Сергей Константинович Лелонг.
Усадебный комплекс формировался на протяжении всего XIX века. Главный помещичий дом в стиле псевдоготики, сохранившийся до начала XXI века, был построен в 1850-х годах при Владимире Ивановиче Роткирхе. В это же время были возведены хозяйственные и служебные постройки: флигель, конюшни, скотный двор, экипажный сарай, хлебный амбар, каретник, оранжереи, теплицы, ледник, дом для дворни — были сложены из плитных блоков, на реке Пятницкой построен кирпичный завод, у деревни Старой Пятницы проложена сеть осушительных канав. Усадьба приобрела представительный вид, а хозяйство приносило доход.
После национализации имения в усадьбе разместился техникум молочного животноводства, а затем детский дом. Перед Великой Отечественной войной усадьбу заняли военные, во время оккупации Кингисеппа в усадебных домах располагался немецкий госпиталь. После войны — воинские части. Далее территория находилась в полузаброшенном состоянии.
В 2020-х военные передали господский дом благотворительному фонду Полковой церкви Георгия Победоносца. Появился план реконструкции. Планировалось разместить в усадьбе культурный центр Кингисеппа.